# 1. Division (Reichswehr)
Die 1. Division war ein Großverband der Reichswehr, dessen Stab in Königsberg stationiert war.

## Geschichte

### Aufstellung
Die Division wurde mit Befehl vom 31. Juli 1920 zur Verminderung des Heeres zum 1. Oktober 1920 aus den Reichswehr-Brigaden 1 und 20 des Übergangsheeres gebildet.
Im Zuge der Heeresvermehrung bildete der Stab am 1. Oktober 1934 das Generalkommando I. Armeekorps, behielt aber vorerst die Tarnbezeichnung Artillerieführer I.
Die 1. Infanterie-Division als Großverband der Wehrmacht war dann der direkte Nachfolger der 1. Division der Reichswehr.

### Garnisonen
Der Divisionsstab lag in Königsberg, der Infanterieführer I in Allenstein und der Artillerieführer I in Königsberg.

### Kommandeure
Der jeweilige Kommandeur war zugleich Befehlshaber im Wehrkreis I. Als Wehrkreisbefehlshaber waren die Divisionskommandeure Rechtsnachfolger der früheren Kommandierenden Generale. Für die Führung der Verbände waren ihnen je ein Infanterie- und ein Artillerieführer, beide mit Stäben, unterstellt.
| Dienstgrad      | Name                           | Datum                                    |
| --------------- | ------------------------------ | ---------------------------------------- |
| Generalleutnant | Johannes von Dassel            | 01. Oktober 1920 bis 31. Oktober 1923    |
| Generalleutnant | Wilhelm Heye                   | 1. November 1923 bis 31. Oktober 1926    |
| Generalleutnant | Friedrich Freiherr von Esebeck | 01. November 1926 bis 30. September 1929 |
| Generalleutnant | Werner von Blomberg            | 01. Oktober 1929 bis 30. Januar 1933     |
| Generalleutnant | Walther von Brauchitsch        | 01. Februar 1933 bis 1. Oktober 1934     |

### Chefs des Stabes
| Dienstgrad            | Name                        | Datum                            |
| --------------------- | --------------------------- | -------------------------------- |
| Oberstleutnant/Oberst | Robert Bürkner              | 01. Oktober 1920 bis August 1921 |
| Hauptmann/Major       | Waldemar Erfurth            | August 1921 bis März 1924        |
| Oberstleutnant        | Werner Freiherr von Fritsch | 01. April 1924 bis Januar 19260  |
| Oberstleutnant/Oberst | Hans Feige                  | 0Januar 1926 bis 1929            |
| Oberst                | Erich von Bonin             | 0Februar 1929 bis Februar 1931   |
| Oberstleutnant/Oberst | Walter von Reichenau        | Februar 1931 bis 31. Januar 1933 |
| Oberstleutnant/Oberst | Erich Hoepner               | Februar 1933 bis zur Umbenennung |

## Organisation

### Verbandszugehörigkeit
Die Division unterstand dem Gruppenkommando 1 in Berlin.

### Gliederung
Der Großverband gliederte sich wie folgt:
- Infanterieführer I in Allenstein mit

1. (Preußisches) Infanterie-Regiment
2. (Preußisches) Infanterie-Regiment
3. (Preußisches) Infanterie-Regiment
1. (Preußisches) Pionier-Bataillon (ab 1930 der Division direkt unterstellt)
- Artillerieführer I in Königsberg mit

1. (Preußisches) Artillerie-Regiment
1. (Preußische) Fahr-Abteilung
Ferner unterstanden der Division:
- 1. (Preußische) Nachrichten-Abteilung
- 1. (Preußische) Kraftfahr-Abteilung
- 1. (Preußische) Sanitäts-Abteilung